# ATP World Tour Finals 2009
Die ATP World Tour Finals 2009 sind ein Tennisturnier, das vom 22. bis 29. November in der O2 Arena in London stattfand. Es war die 40. Auflage des Wettbewerbs im Einzel und die 34. im Doppel. Neben den vier Grand-Slam-Turnieren sind die World Tour Finals der wichtigste Wettbewerb im Herrenprofitennis; sie finden jeweils am Ende des Tennisjahres statt. Der Weltranglistensechste Andy Roddick nahm aufgrund einer Verletzung nicht am Wettbewerb teil und wurde durch Robin Söderling ersetzt.

## Preisgeld und Punkte
Das Preisgeld betrug 5 Millionen US-Dollar.
| Runde                               | Einzel      | Doppel 1    | Punkte |
| ----------------------------------- | ----------- | ----------- | ------ |
| Turniersieger                       | + 770.000 $ | + 125.000 $ | + 250  |
| Halbfinalsieger                     | + 380.000 $ | + 30.000 $  | + 200  |
| Gruppenphase (3 Siege)              | 480.000 $   | 67.500 $    | 300    |
| Gruppenphase (3 Matches, 2 Siege)   | 360.000 $   | 45.000 $    | 200    |
| Gruppenphase (3 Matches, ein Sieg)  | 240.000 $   | 22.500 $    | 100    |
| Gruppenphase (3 Matches, kein Sieg) | 120.000 $   | 65.000 $    | 0      |
| Ersatzspieler (kein Sieg)           | 70.000 $    | 25.000 $    | —      |

## Einzel

### Qualifizierte Spieler
| Setzliste        | Rang             | Spieler                               |
| ---------------- | ---------------- | ------------------------------------- |
| 1                | 1                | Roger Federer                         |
| 2                | 2                | Rafael Nadal                          |
| 3                | 3                | Andy Murray                           |
| 4                | 4                | Novak Đoković                         |
| 5                | 5                | Juan Martín del Potro                 |
| 6                | 7                | Nikolai Dawydenko                     |
| 7                | 8                | Fernando Verdasco                     |
| 8                | 9                | Robin Söderling ersetzte Andy Roddick |
| 1. Ersatzspieler | 1. Ersatzspieler | Jo-Wilfried Tsonga                    |
| 2. Ersatzspieler | 2. Ersatzspieler | Fernando González                     |

### Gruppe A

#### Ergebnisse
| Spieler               | Spieler               | Ergebnis        |
| --------------------- | --------------------- | --------------- |
| Andy Murray           | Juan Martín del Potro | 6:3, 3:6, 6:2   |
| Roger Federer         | Fernando Verdasco     | 4:6, 7:5, 6:1   |
| Juan Martín del Potro | Fernando Verdasco     | 6:4, 3:6, 7:61  |
| Roger Federer         | Andy Murray           | 3:6, 6:3, 6:1   |
| Andy Murray           | Fernando Verdasco     | 6:4, 6:74, 7:63 |
| Roger Federer         | Juan Martín del Potro | 2:6, 7:65, 3:6  |

#### Tabelle
| Pos. | Setzliste | Spieler               | Spiele | Sätze | Punkte |
| ---- | --------- | --------------------- | ------ | ----- | ------ |
| 1    | 1         | Roger Federer         | 44:40  | 5:4   | 2:1    |
| 2    | 5         | Juan Martín del Potro | 45:43  | 5:4   | 2:1    |
| 3    | 3         | Andy Murray           | 44:43  | 5:4   | 2:1    |
| 4    | 7         | Fernando Verdasco     | 45:52  | 3:6   | 0:3    |

### Gruppe B

#### Ergebnisse
| Spieler           | Spieler           | Ergebnis       |
| ----------------- | ----------------- | -------------- |
| Novak Đoković     | Nikolai Dawydenko | 3:6, 6:4, 7:5  |
| Rafael Nadal      | Robin Söderling   | 4:6, 4:6       |
| Novak Đoković     | Robin Söderling   | 6:75, 1:6      |
| Rafael Nadal      | Nikolai Dawydenko | 1:6, 6:74      |
| Rafael Nadal      | Novak Đoković     | 6:75, 3:6      |
| Nikolai Dawydenko | Robin Söderling   | 7:64, 4:6, 6:3 |

#### Tabelle
| Pos. | Setzliste | Spieler           | Sätze | Punkte |
| ---- | --------- | ----------------- | ----- | ------ |
| 1    | 8         | Robin Söderling   | 5:2   | 2:1    |
| 2    | 6         | Nikolai Dawydenko | 5:3   | 2:1    |
| 3    | 4         | Novak Đoković     | 4:3   | 2:1    |
| 4    | 2         | Rafael Nadal      | 0:6   | 0:3    |

### Halbfinale
| Spieler         | Spieler               | Ergebnis        |
| --------------- | --------------------- | --------------- |
| Roger Federer   | Nikolai Dawydenko     | 2:6, 6:4, 5:7   |
| Robin Söderling | Juan Martín del Potro | 7:61, 3:6, 6:73 |

### Finale
| Spieler           | Spieler               | Ergebnis |
| ----------------- | --------------------- | -------- |
| Nikolai Dawydenko | Juan Martín del Potro | 6:3, 6:4 |

## Doppel

### Qualifizierte Spieler
| Setzliste | Rang | Spieler                              |
| --------- | ---- | ------------------------------------ |
| 1         | 1    | Daniel Nestor Nenad Zimonjić         |
| 2         | 2    | Bob Bryan Mike Bryan                 |
| 3         | 3    | Mahesh Bhupathi Mark Knowles         |
| 4         | 4    | Lukáš Dlouhý Leander Paes            |
| 5         | 5    | František Čermák Michal Mertiňák     |
| 6         | 6    | Łukasz Kubot Oliver Marach           |
| 7         | 7    | Maks Mirny Andy Ram                  |
| 8         | 8    | Mariusz Fyrstenberg Marcin Matkowski |

### Gruppe A

#### Ergebnisse
| Spieler                              | Spieler                              | Ergebnis         |
| ------------------------------------ | ------------------------------------ | ---------------- |
| Daniel Nestor Nenad Zimonjić         | Mariusz Fyrstenberg Marcin Matkowski | 4:6, 4:6         |
| Mahesh Bhupathi Mark Knowles         | František Čermák Michal Mertiňák     | 6:3, 6:3         |
| Mahesh Bhupathi Mark Knowles         | Mariusz Fyrstenberg Marcin Matkowski | 3:6, 6:3, [10:7] |
| Daniel Nestor Nenad Zimonjić         | František Čermák Michal Mertiňák     | 3:6, 4:6         |
| Mahesh Bhupathi Mark Knowles         | Daniel Nestor Nenad Zimonjić         | 4:6, 6:79        |
| Mariusz Fyrstenberg Marcin Matkowski | František Čermák Michal Mertiňák     | 4:6, 4:6         |

#### Tabelle
| Pos. | Setzliste | Spieler                              | Sätze | Punkte |
| ---- | --------- | ------------------------------------ | ----- | ------ |
| 1    | 3         | Mahesh Bhupathi Mark Knowles         | 4:3   | 2:1    |
| 2    | 5         | František Čermák Michal Mertiňák     | 4:2   | 2:1    |
| 3    | 8         | Mariusz Fyrstenberg Marcin Matkowski | 3:4   | 1:2    |
| 4    | 1         | Daniel Nestor Nenad Zimonjić         | 2:4   | 1:2    |

### Gruppe B

#### Ergebnisse
| Spieler                    | Spieler                   | Ergebnis          |
| -------------------------- | ------------------------- | ----------------- |
| Bob Bryan Mike Bryan       | Maks Mirny Andy Ram       | 4:6, 4:6          |
| Łukasz Kubot Oliver Marach | Lukáš Dlouhý Leander Paes | 6:3, 7:65         |
| Łukasz Kubot Oliver Marach | Maks Mirny Andy Ram       | 4:6, 6:4, [16:14] |
| Bob Bryan Mike Bryan       | Lukáš Dlouhý Leander Paes | 6:3, 6:4          |
| Maks Mirny Andy Ram        | Lukáš Dlouhý Leander Paes | 7:61, 6:4         |
| Łukasz Kubot Oliver Marach | Bob Bryan Mike Bryan      | 3:6, 4:6          |

#### Tabelle
| Pos. | Setzliste | Spieler                    | Sätze | Punkte |
| ---- | --------- | -------------------------- | ----- | ------ |
| 1    | 7         | Maks Mirny Andy Ram        | 5:2   | 2:1    |
| 2    | 2         | Bob Bryan Mike Bryan       | 4:2   | 2:1    |
| 3    | 6         | Łukasz Kubot Oliver Marach | 4:3   | 2:1    |
| 4    | 4         | Lukáš Dlouhý Leander Paes  | 0:6   | 0:3    |

### Halbfinale
| Spieler                      | Spieler                          | Ergebnis  |
| ---------------------------- | -------------------------------- | --------- |
| Mahesh Bhupathi Mark Knowles | Bob Bryan Mike Bryan             | 4:6, 4:6  |
| Maks Mirny Andy Ram          | František Čermák Michal Mertiňák | 6:4, 7:64 |

### Finale
| Spieler             | Spieler              | Ergebnis  |
| ------------------- | -------------------- | --------- |
| Maks Mirny Andy Ram | Bob Bryan Mike Bryan | 6:75, 3:6 |